# IC 3997
IC 3997 је елиптична галаксија у сазвјежђу Ловачки пси која се налази на листи објеката дубоког неба у Индекс каталогу.
Деклинација објекта је + 36° 41' 42" а ректасцензија 12h 59m 37,0s. Привидна величина (магнитуда) објекта IC 3997 износи 15,5 а фотографска магнитуда 16,5.